# Gümüşhane
Gümüşhane è una città della Turchia, capoluogo della provincia omonima. Vi è nato lo scrittore Hikmet Temel Akarsu.